# سيرجي بروغيرا
سيرجي بروغيرا تورنير (بالإسبانية: Sergi Bruguera Torner، ولد في 16 يناير 1971، برشلونة، إسبانيا) لاعب كرة مضرب إسباني.
حصل على الميدالية الفضية في دورة الألعاب الأولمبية الصيفية عام 1996، كما فاز ببطولتين رولان غاروس عام 1993 و1994، وببطولتين مونتي كارلو للماسترز في فئة الفردي، وبطولة هامبورغ للماسترز في فئة الزوجي.

## إنجازاته في الألعاب الأولمبية

### فردي: 1 فضية
| السنة | البطولة             | الخصم        | النتيجة       | الميدالية |
| 1996  | ألعاب أولمبية صيفية | أندريه أغاسي | 2–6، 3–6، 1–6 | فضية      |

## إنجازاته في الجراند سلام

### فردي: 2 بطولة
| السنة | البطولة     | الخصم في النهائي  | النتيجة                 |
| 1993  | رولان غاروس | جيم كورير         | 6–4، 2–6، 6–2، 3–6، 6–3 |
| 1994  | رولان غاروس | ألبيرتو بيراستيغي | 6–3، 7–5، 2–6، 6–1      |

## إنجازاته في الماسترز 1000 نقطة

### فردي: 2 بطولة
| السنة | البطولة              | الخصم في النهائي | النتيجة                  |
| 1991  | مونتي كارلو للماسترز | بورس بيكر        | 5–7، 6–4، 7–6(6)، 7–6(4) |
| 1993  | مونتي كارلو للماسترز | سيدريك بيولين    | 7–6(2)، 6–0              |

### زوجي للرجال: 1 بطولة
| السنة | البطولة          | الزميل    | الخصمان في النهائي        | النتيجة  |
| 1990  | هامبورغ للماسترز | جيم كورير | أدو ريغليوسكي مايكل ستيتش | 7–6، 6–2 |

## روابط خارجية
- سيرجي بروغيرا على موقع رابطة محترفي التنس (الإنجليزية)
- سيرجي بروغيرا على موقع الاتحاد الدولي لكرة المضرب (الإنجليزية)
- سيرجي بروغيرا على موقع كأس ديفيز (الإنجليزية)
- سيرجي بروغيرا على موقع بطولة ويمبلدون (الإنجليزية)
- سيرجي بروغيرا على موقع خلاصة التنس.كوم (الإنجليزية)
- سيرجي بروغيرا على موقع اللجنة الأولمبية الدولية (الإنجليزية)
- سيرجي بروغيرا على موقع أوليمبيديا (الإنجليزية)